# En attendant (nouvelle)
Pour les articles homonymes, voir En attendant.
En attendant est une nouvelle de Marcel Aymé, parue en 1943.

## Historique
En attendant paraît en avril 1943 dans le recueil de nouvelles Le Passe-muraille, le quatrième de l'auteur.

## Résumé
« Pendant la guerre 1939-1972, il y avait à Montmartre, à la porte d'une épicerie de la rue Caulaincourt, une queue de quatorze personnes ». Pour passer le temps, elles évoquent leur vie difficile pendant la guerre, évoquant les privations, les pénuries, les persécutions raciales et les douleurs d'une occupation sans fin.
Toutes racontent leurs histoires sauf la dernière, qui meurt tout d'un coup, et les treize autres, après s’être occupés de ses funérailles, se retrouvent dans un café.